# 我不配 (歌曲)
我不配（距离）是周杰伦作曲，方文山作词的中文流行歌曲，收录于专辑《我很忙》，这首歌被认为是周杰伦为前女友侯佩岑而写，而周杰伦否认；而方文山回应：歌曲并非是以周杰伦为主角而写，只是因为歌曲适合压“ㄟ”韵，侯佩岑公布婚讯后，周杰伦的演唱会曲目将《我不配》取消，替换为《说好的幸福呢》。